# Komárik Dénes
Komárik Dénes (Kecskemét, 1929. augusztus 10. – 2017. december 12.) művészettörténész, építész. Sokat tett Budapest és a Budai Vár épületeinek, építészetének történeti kutatásaiért, a műemlékvédelem tudományos kutatásokra alapuló műveléséért.

## Életútja
A budapesti bencéseknél érettségizett. Nagy tehetsége volt rajzoláshoz, festészethez, de a művészi pálya nem volt elérhető számára.
A műegyetem építész szakára jelentkezett.
Nagy szerepe volt abban, hogy megalakult a korabeli budapesti ingatlankezelő vállalatnál a műemléki csoport.

## Publikációi
- Feszl Frigyes, 1821–1884. Kiállítás a Budapesti Történeti Múzeumban; vál., tan. Komárik Dénes; BTM, Bp., 1984
- Feszl Frigyes. 1821–1884; Akadémiai, Bp., 1993